# Greg Lauren
Greg Lauren (6 de enero de 1970) es un actor, pintor y diseñador de moda estadounidense. Es sobrino del famoso diseñador de moda Ralph Lauren.

## Carrera
Lauren interpretó a Brett Nelson en The Young and the Restless y ha aparecido en películas como Friends & Family, Planes de boda, y Boogie Nights. Pintor de éxito, los desnudos de Lauren cotizan hasta por 15.000 dólares y han sido adquiridos por celebridades como Renée Zellweger, Demi Moore, Ben Stiller, y Cuba Gooding, Jr.
Fue portadista de la serie de la línea Vertigo, publicada por DC Comics, Hellblazer, en los números 215 a 218. Vende su trabajo en Bespoke Collection.
En 2011, lanzó una línea de moda con su nombre con piezas para hombre y mujer.

## Vida personal
Lauren nació como Greg Lauren Dana Smith en Nueva York en una familia de ascendencia judío-bielorrusa, y es sobrino del famoso diseñador de moda Ralph Lauren. Lauren se graduó en Historia del Arte en la Universidad de Princeton en 1991. El 1 de noviembre de 2003, se casó con la actriz Elizabeth Berkley en Cabo San Lucas, México. Como Lauren, Berkley es judía. Elizabeth dio luz a un hijo, Sky Cole Lauren, en Los Angeles el 20 de julio de 2012.